# Szaljut–4
Szaljut–4 (gyári jelzéssel DOSZ–4) a szovjet Szaljut-program negyedik űrállomása.

## Küldetés
Folytatni a Szaljut–3-mal (a szükséges átalakításokkal, modernizálásokkal) megkezdett katonai és polgári (tudományos) programot, az egyre növekvő időtartamú űrrepüléseket, valamint az előírt programok végrehajtását. Három személyzet indítását tervezték az űrállomásra. Ebből azonban csak két személyzet, a Szojuz–17 és Szojuz–18 űrhajókkal szállított személyzet dokkolása volt sikeres. A szolgálatot teljesítő fedélzeti mérnökök tudományos fokozattal rendelkező űrhajósok voltak, akik aktívan részt vettek az űrhajók tervezésében. 

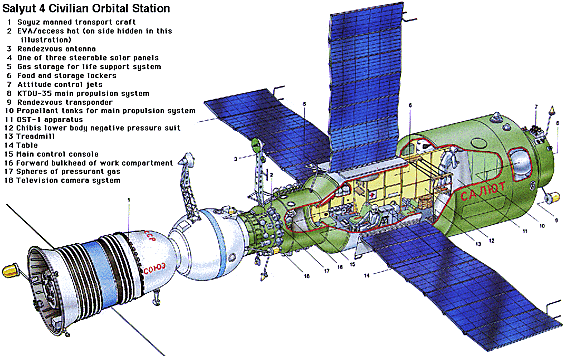
A Szaljut-4 űrállomás egy Szojuz 7K–T típusú űrhajóval összekapcsolódva

## Jellemzői
Az OKB–1 tervezőirodában kifejlesztett és építését felügyelő műhold. Üzemeltetője a moszkvai MO (Министерство обороны) minisztérium.
1974. december 26-án a bajkonuri űrrepülőtérről egy Proton hordozórakétával indították Föld körüli, közeli körpályára. Az orbitális egység kezdeti pályája 89.7 perces, 51.6 fokos hajlásszögű, elliptikus pálya-perigeuma 219 kilométer, apogeuma 270 kilométer volt. Hasznos tömege 18 900 kilogramm, egy dokkolószerkezet volt rajta. 2000 kilogramm tudományos felszerelés volt a fedélzetén. A sorozat felépítését, szerkezetét, alapvető fedélzeti rendszereit tekintve egységesített, szabványosított tudományos-kutató űreszköz. Áramforrása kémiai akkumulátorok, illetve három napelemtábla kombinációja.
December 31-én, valamint 1975. január 1-jén további pályakorrekciókat végeztek, így az orbitális egység kezdeti pályája 91.2 perces, 51.6 fokos hajlásszögű, elliptikus pálya-perigeuma 344 kilométer, apogeuma 349 kilométer körpálya volt. A végrehajtott pályakorrekciók lehetővé tették, hogy 3-5 évig röppályán maradhatott.
Szerkezetileg nagyrészt megegyezik a Koszmosz–557 néven indított DOSZ–3 űrállomással. Az űrállomás üresen történő próbaüzem-módja 15 napot vett igénybe. A stabilizált űrállomás készen állt űrhajók és teherszállítók fogadására. A Szojuz–17 űrhajósai két nap alatt végezték el az emberrel történő beüzemelést. Gyakorolták a kézi vezérlést, kismértékű pályamódosítást végezve, felkészültek az orvos-biológiai kutatások, illetve az előírt programok végzésére.

### Belső terek
A belső tér mintegy 100 köbméter térfogatú. Ez két, összesen 35 négyzetméter alapterületű helyiségre oszlik, valamint egy kúp alakú átjáróra a kettő között. A kapcsolóegység után helyezkedik el egy légzsilip, 2 méter átmérővel. Az ajtók után egy 14  négyzetméteres helyiség van, 3 méter átmérővel. Itt található a vezérlőpult, a létfenntartó rendszer központja, a kisebb röntgenteleszkóp, az étkezőasztal és két karosszék. Az átjáró után egy 21  négyzetméteres,  4,15 méter átmérőjű hengeres helyiség van. Itt alszanak, edzenek, végzik az orvosi ellenőrzéseket, itt van a nagyobb röntgenteleszkóp is. A fedélzeti hulladékot hermetikusan zárt hulladéktartályba helyezik.
1977. február 3-án földi parancsra, 770 nap után belépett a légkörbe és megsemmisült.

## Rákapcsolódó űrhajók
- Szojuz–17 – az első személyzetet szállító űrhajó
- Szojuz–18 – személyzetet szállította, a program végével konzerválták az űrállomást
- Szojuz–20 – űrhajósok nélkül repült

## Külső hivatkozások
- Salyut 4 (astronautix.com) German Szemjonovics Arzamazov. astronautix.com. (Hozzáférés: 2011. december 30.)
- Szaljut–4. lib.cas.cz. [2013. október 13-i dátummal az eredetiből archiválva]. (Hozzáférés: 2013. április 22.)

| Elődje: Szaljut–3 | Szaljut-program 1971–1982 | Utódja: Szaljut–5 |